# Ендоскопска ретроградна холангиопанкреатографија
Ендоскопска ретрогардна холангиопанкреатографија (ЕРЦП)  је минимално инвазивна дијагностичка специјализована технику која се користи за испитивање жучних канала јетре и гуштераче.
Током поступка, флексибилни ендоскоп (танка, савитљива сонда) се кроз уста и једњак проводи до желуца и предњег дела танког црева. Потом се кроз овај инструмент мала пластична цевчица уводи у жучни канал и/или канал панкреаса (гуштераче) и кроз њу убризгава контрастна боја која не пропушта рендгенске зраке, како би се направио снимак ових канала. Понекад се током ове методе пресеца мишић сфинктера који окружује отвор жучног канала („сфинктеротомија“), како би се обавили други поступци, као што су: вађење камена, биопсија, постављање стентова (дренажних цевчица) и др.

## Индикације

### Дијагностичка ендоскопска ретроградна холангиопанкреатографија
Индикације за диагностичку ендоскопску ретроградну холангиопанкреатографију (ако или када мање инвазивне опције нису адекватне или дефинитивне) су:
- Флуороскопска слика камена заједничког жучног канала виђена у време ЕРЦП. Камен је ударен у дистални заједнички жучни канал. Уведена је назобилијарна цев.
- Флуороскопска слика која показује дилатацију канала панкреаса током ЕРЦП испитивања. Ендоскоп је видљив.[4]
- Опструктивна жутица - Ово може бити због неколико узрока[5]
- Камен у жучи са проширеним жучним каналима на ултразвуку
- Неодређене билијарне стриктуре и сумњиви тумори жучних канала[3]
- Сумња на повреду жучних путева било као последица трауме или јатрогеног порекла
- Дисфункција Одијевог сфинктера[6]
- Хронични панкреатитис је тренутно контроверзна индикација због широко распрострањене доступности сигурнијих дијагностичких модалитета укључујући ендоскопски ултразвук, ЦТ и МРИ/МРЦП
- Тумори панкреаса више не представљају валидну дијагностичку индикацију за ЕРЦП осим ако не узрокују опструкцију жучних канала и жутицу. Ендоскопски ултразвук представља сигурнију и прецизнију дијагностичку алтернативу.[3]

### Терапијска ендоскопска ретроградна холангиопанкреатографија
Терапијска ендоскопска ретроградна холангиопанкреатографија може бити индикована на основу горе наведеним дијагностичким сценарија када је потребно обавити следећу терапију:
- Ендоскопска сфинктеротомија Оддијевог сфинктера
- Екстракција жучних каменаца или других жучних остатака
- Уметање стента кроз велику дуоденалну папилу и ампулу Ватерове у заједнички жучни канал и/или канал панкреаса
- Дилатација стриктура (нпр. примарни склерозирајући холангитис, анастомотске стриктуре након трансплантације јетре).[7]

## Контраиндикације
У контраиндикације за примену метод спадају:
- Преосетљивост на јодирани контрастни медиј
- Историја анафилаксе са јодираном контрастном бојом (иако је сада доступан контраст без јода)
- Акутни панкреатитис (осим ако упорно повишен или пораст билирубина не указује на опструкцију у току)[8]
- (Неповратни) поремећај коагулације ако је планирана сфинктеротомија
- Недавни инфаркт миокарда или плућна емболија
- Тешка кардиопулмонална болест или други озбиљан морбидитет

## Процедура
Пароцедура се изводи када је пацијент под седативима или анестезијом. Интервенција почиње пласирањем ендоскопа са флексибилном камером кроз уста, низ једњак, затим желудац, потом кроз пилорус до дуоденума и Ватерове ампула (споја заједничког жучног канала и канала панкреаса, чије отварање контролише одијев сфинктер или  мишићни вентил). Регион око Ватерове ампуле или канала панкреаса може се директно визуелизовати камером ендоскопа док се изводе различите процедуре на Ватеровој ампули или на канала панкреаса. Канал панкреаса се визуализује у случајевима панкреатитиса.
Следи кроз ампулу убацивање пластичног катетер или канили, и убризгавања радиоконтраста у жучне канале и/или канал панкреаса. Све време флуороскопија се користи за тражење блокада или других лезија као што је камење.
Када је потребно, сфинктери ампуле и жучних канала могу се увећати резом (сфинктеротомија) са електрифицираном жицом која се зове сфинктеротом како би се обезбедио приступ жучном каналу, уклонио жучни камен или извршила нека друга терапија.
Друге процедуре повезане са ЕРЦП-ом укључују повлачење заједничког жучног канала корпом или балоном за уклањање жучних каменаца и уметање пластичног стента који омогућује дренажу жучи. Такође, и канал панкреаса може да се канулира и/или да се и у њега уметне стент.
У посебним случајевима, за ЕРЦП се могу користити други специјализовани или помоћни ендоскопи. Ту спадају холангиоскопи мајка-беба и SpyGlass  холангиоскопи (за помоћ у дијагнози директном визуализацијом канала, а не само добијањем рендгенских снимака), као и балон ентероскопи (нпр код пацијената који су претходно били подвргнути хирургија на дигестивном систему).

## Компликације
Једна од најчешћих компликација након ендоскопске ретроградне холангиопанкреатографије (ЕРЦП) је пост-ЕРЦП панкреатитис (ПЕП) (који се дефинише као „клинички панкреатитис са амилазом која је најмање три пута већа од горње границе нормале више од 24 сата након процедуре који захтева болнички пријем или продужење планираног пријема). У претходним студијама, инциденца ПЕП је процењена на 3,5 до 5%. Процена тежине ПЕП се углавном заснива на дужини боравка у болници.
Фактори ризика за развој ПЕП укључују техничка питања која се односе на ЕРЦП процедуру и она специфична за пацијента. Технички фактори укључују манипулацију и убризгавање контраста у канал панкреаса, покушаје канилисања који трају дуже од пет минута и дилатацију сфинктера билијарног балона; међу факторима везаним за пацијенте су женски пол, млађи узраст и дисфункција Одијевог сфинктера.  Систематски преглед клиничких испитивања је закључио да претходна историја ПЕП или панкреатитиса значајно повећава ризик за ПЕП на 17,8% и на 5,5% односно.
Перфорација црева је ризик од било које гастроентеролошке ендоскопске процедуре и додатни ризик ако се уради сфинктеротомија. Како је други део дуоденума анатомски на ретроперитонеалној локацији (односно иза перитонеалних структура абдомена), перфорације услед сфинктеротомије су ретроперитонеалне. 
Сфинктеротомија је такође повезана са ризиком од крварења. ЕРЦП може изазвати хемобилију од трауме до трошних хиларних тумора или жице водича која продире у зид жучног канала, стварајући билијарну фистулу. Одложено крварење је ретка, али потенцијално озбиљна компликација сфинктеротомије, посебно зато што се многи пацијенти отпуштају кући у року од неколико сати након ЕРЦП.
Такође постоји ризик повезан са контрастном бојом код пацијената који су алергични на једињења која садрже јод, што може бити веома озбиљно, чак и ако се анафилактоидне реакције јаве у болници.
Предозирање може довести до опасно ниског крвног притиска, депресије дисања, мучнине и повраћања.
Остале компликације (мање од 1%) могу укључивати проблеме са срцем и плућима, инфекцију жучног канала звану холангитис, која може бити опасна по живот и сматра се хитном медицинском помоћи. Употреба антибиотика пре процедуре показује неке предности у спречавању холангитиса и септикемије. У ретким случајевима, ЕРЦП може изазвати фаталне  компликације.
Случајеви болничких  инфекција ентеробактеријама отпорним на карбапенем, које су повезане са непотпуно дезинфикованим дуоденоскопа, такоже су могуће. 
Преваленција недостатка витамина К и витамина Д,  јер жуч помаже у разградњи и апсорпцији масти у цревном тракту; релативни недостатак жучи може довести до малапсорпције масти и недостатака витамина растворљивих у мастима.